# Edward B. Titchener
Edward Bradford Titchener (11 janvier 1867 - 3 août 1927) est un psychologue britannique qui étudie avec Wilhelm Wundt pendant plusieurs années. Titchener est surtout connu pour avoir créé sa version de la psychologie décrivant la structure de l'esprit : le structuralisme. Après être devenu professeur à l'Université Cornell, il crée le plus grand programme doctoral de l'époque aux États-Unis. Sa première étudiante diplômée, Margaret Floy Washburn, est la première femme à obtenir un doctorat en psychologie (1894).

## Biographie

### Éducation et jeunesse
Edward B. Titchener naît à Chichester, en Angleterre, en 1867, fils de John Bradford Titchener, employé des chemins de fer, et de son épouse, Alice Field Habin. Son grand-père est un avocat et un investisseur et a été maire de Chichester. Il veille à ce que Titchener reçoive d'abord une éducation privée, puis dans une école. Cependant, ses investissements s'effondrent en 1881 et il meurt quelques mois plus tard. Dans les circonstances financières difficiles, l'éducation ultérieure de Titchener est financée par des bourses, un emploi rémunéré et des activités entrepreneuriales.
Titchener fréquente la Prebendal School et le Malvern College, puis étudie au Brasenose College de l'université d'Oxford de 1885 à 1890. Il obtient un baccalauréat en lettres classiques en 1889 Ses centres d'intérêts commencent à changer pour la biologie. À Oxford, Titchener commence à lire les œuvres de Wilhelm Wundt et traduit Principles of Physiological Psychology . Il passe une année supplémentaire à Oxford en 1890, travaillant avec John Scott Burdon-Sanderson, un physiologiste pour apprendre la méthodologie scientifique. Titchener se rend à Leipzig en Allemagne pour étudier avec Wundt à l'automne 1890. Il termine son programme de doctorat en 1892 avec une thèse sur la vision binoculaire. À l'été 1892, il retourne à Oxford et Burdon-Sanderson où il enseigne à l'école d'été d'Oxford.
À l'automne 1892, Titchener rejoint la Sage School of Philosophy de l'Université Cornell en tant que conférencier non titulaire enseignant la philosophie et la psychologie. Il développe un laboratoire de psychologie, obtient des postes d'éditeur et, en 1895, devient professeur titulaire et obtient une indépendance vis-à-vis de la Sage School. Il enseigne ses vues sur les idées de Wundt à ses étudiants sous la forme du structuralisme.

## Vie privée
Titchener se marie en 1894 avec Sophie Bedloe Kellogg, une institutrice publique du Maine. Ils ont quatre enfants (3 filles, 1 garçon). Une fois que Titchener a un poste à Cornell, il apporte un soutien financier à sa mère pour le reste de sa vie. Elle et ses sœurs ont vécu dans des circonstances difficiles après la mort de son père, ses sœurs passant du temps dans un orphelinat puis entrant dans le service domestique.

## Héritage

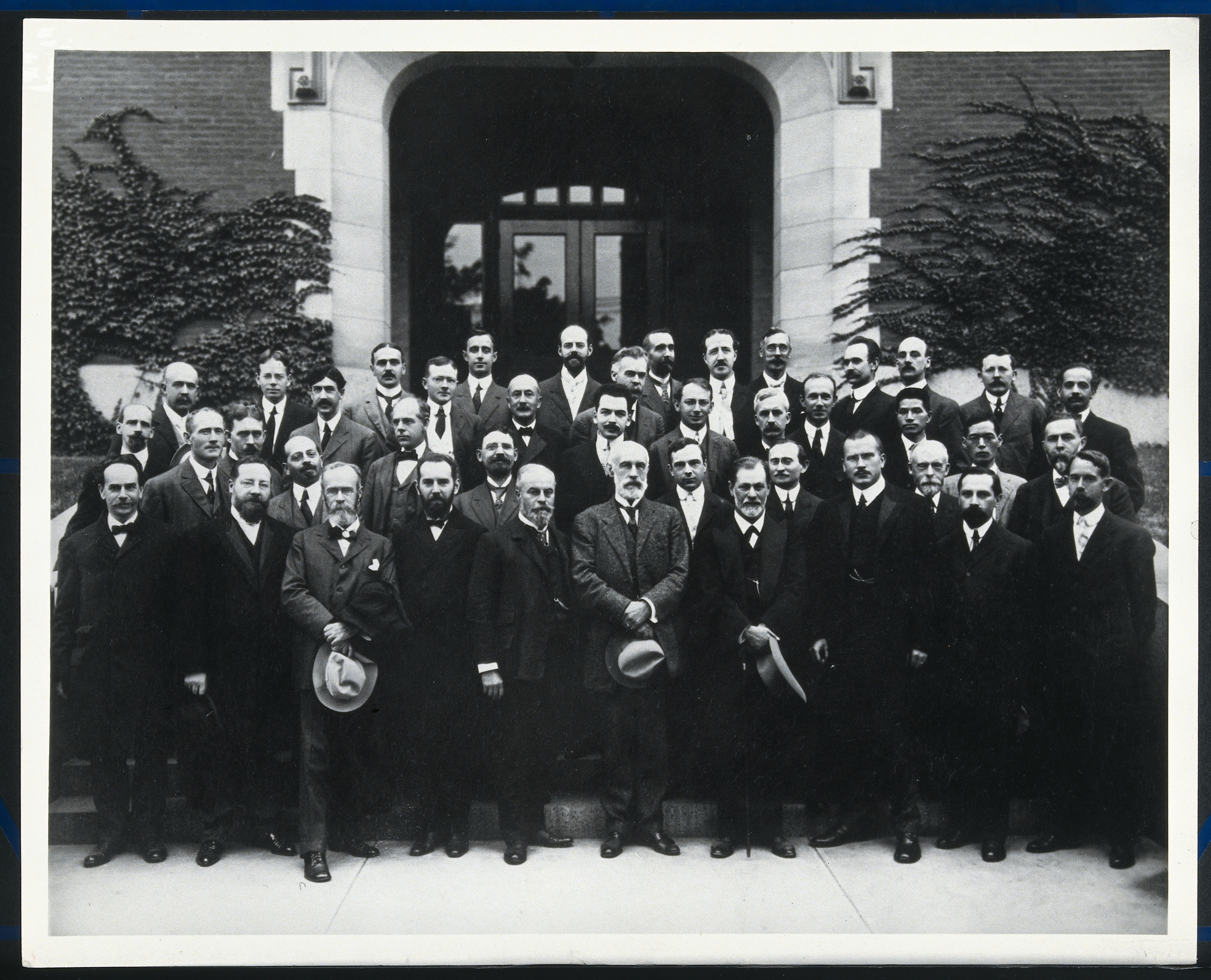
Edward B. Titchener (première rangée, deuxième à partir de la gauche) avec d'autres psychanalystes

Titchener est un orateur charismatique et énergique. Cependant, bien que son idée du structuralisme ait prospéré de son vivant et qu'il le défendait, le structuralisme n'a pas survécu après sa mort. Certaines réflexions modernes sur Titchener considèrent la portée étroite de sa psychologie et la méthodologie stricte et limitée qu'il jugeait acceptable comme une explication importante de la chute du structuralisme de Titchener après sa mort.
Titchener est connu pour avoir apporté une partie du structuralisme de Wundt en Amérique, mais avec quelques modifications. Par exemple, alors que Wilhelm Wundt met l'accent sur la relation entre les éléments de la conscience, Titchener se concentre sur l'identification des éléments de base eux-mêmes. Dans son manuel An Outline of Psychology (1896), Titchener propose une liste de plus de 44 000 qualités élémentaires de l'expérience consciente.
On se souvient également de Titchener pour avoir inventé le mot anglais "empathy" en 1909 comme traduction du mot allemand "Einfühlungsvermögen", un nouveau phénomène exploré à la fin du XIXe siècle principalement par Theodor Lipps. "Einfühlungsvermögen" est ensuite retraduit par "Empathie", et est toujours utilisé de cette façon en allemand. Il convient de souligner que Titchener utilise le terme « empathie » de manière personnelle, étroitement liée à son utilisation méthodologique de l'introspection, et pour désigner au moins trois phénomènes différentiables.
L'impact de Titchener sur l'histoire de la psychologie, telle qu'elle est enseignée dans les salles de classe, est en partie l'œuvre de son élève Edwin Garrigues Boring. Le travail expérimental de Boring est en grande partie banal, mais son livre History of Experimental Psychology est largement reconnu  comme, par conséquent, ses portraits de divers psychologues, notamment son propre mentor Edward Titchener. La longueur avec laquelle Boring détaille les contributions de Titchener - le contemporain Hugo Münsterberg reçoit environ un dixième de l'attention de Boring - soulève aujourd'hui la question de savoir si l'influence attribuée à Titchener sur l'histoire de la psychologie est ou non gonflée en conséquence. Boring note que Titchener a supervisé 56 doctorants, dont 21 femmes. Deux autres n'ont pas officiellement obtenu leur diplôme en raison de circonstances personnelles.
Un autre étudiant, Cheves Perky (en) (1874–1940) attire l'attention sur Titchener. Ce psychologue américain réalise «l'expérience de la banane» en 1910, qui conduit à la découverte de l'effet Perky, qui examine le lien entre l'imagerie mentale et visuelle et la perception. Le travail de Perky a depuis « atteint un statut classique, voire mythique, dans la littérature sur l'imagerie ».
Edward Titchener reçoit des doctorats honoris causa de Harvard, Clark et Wisconsin. Il est membre fondateur de l'Association américaine de psychologie, traduit les Outlines of Psychology de Külpe et d'autres ouvrages, est l'éditeur américain de Mind en 1894 et l'éditeur associé de l'American Journal of Psychology en 1895, et écrit plusieurs livres. En 1904, il fonde le groupe « The Experimentalists », qui perdure aujourd'hui sous le nom de « Society of Experimental Psychologists ».

## Publications
- Titchener, EB (1902). Experimental psychology: A manual of laboratory practice. (Vol. 1) New York, NY: MacMillan & Co., Ltd.
- An Outline of Psychology (1896; nouvelle édition, 1902)
- A Primer of Psychology (1898; édition révisée, 1903)
- Experimental Psychology (quatre volumes, 1901–05)— 1,1 1,2 2,1 2,2
- Elementary Psychology of Feeling and Attention (1908)